# 1991 UE3
1991 UE3 är en asteroid i huvudbältet som upptäcktes den 18 oktober 1991 av de båda japanska astronomerna Seiji Ueda och Hiroshi Kaneda i Kushiro.
Asteroiden har en diameter på ungefär 5 kilometer.